# Estación de Friela-Maside
Friela-Maside (en gallego, y oficialmente según Adif, A Friela-Maside) es un apeadero ferroviario situado en la localidad de Friela en el municipio español de Maside en la provincia de Orense, comunidad autónoma de Galicia. Cuenta con servicios de Media Distancia operados por Renfe.

## Situación ferroviaria
La estación se encuentra en el punto kilométrico 274,973 de la línea férrea de ancho ibérico que une Zamora con La Coruña a 387 metros de altitud, entre las estaciones de Orense y Carballino. El tramo es de vía única y está sin electrificar.

## Historia
La estación fue inaugurada el 1 de julio de 1957 con la puesta en marcha del tramo Orense — Carballino de la línea férrea que pretendía unir Zamora con La Coruña. Su explotación inicial quedó a cargo de RENFE cuyo nacimiento se había producido en 1941. 
Desde el 31 de diciembre de 2004 Renfe Operadora explota la línea mientras que Adif es la titular de las instalaciones ferroviarias.
En 2010, Adif realizó obras en las instalaciones mejorando los accesos para las personas con discapacidad. También se limpió y repintó el refugio.

## La estación
La antigua estación de Friela es un simple apeadero compuesto por un pequeño refugio al que se accede gracias a una rampa desde la carretera cercana. Solo posee un andén lateral y una vía. Carece de cualquier otro equipamiento o servicio.

## Servicios ferroviarios

### Media Distancia
En la estación para un tren diario de Media Distancia operado por Renfe, comercializado como Regional, que conecta con las ciudades de Santiago de Compostela y Orense.
| Línea MD | Servicio | Origen/Destino         | Paradas intermedias                        | Destino/Origen |
| -------- | -------- | ---------------------- | ------------------------------------------ | -------------- |
| 2        | Regional | Santiago de Compostela | Lalín · Irijo · Carballino · Friela-Maside | Orense         |